# Lucerna (lámpara)

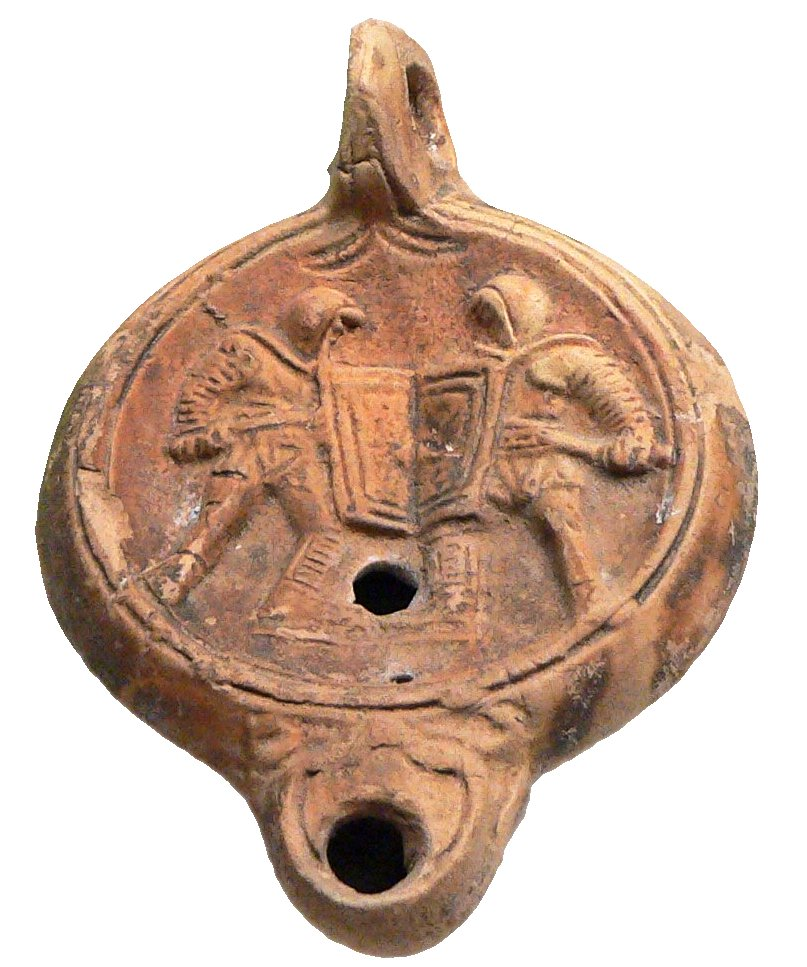
Lucerna romana decorada con dos Gladiadores provocator luchando

Las lucernas o antiguas lámparas romanas eran pequeños utensilios, hechos en piedra o de terracota, usados desde la prehistoria aunque fueron los  antiguos romanos quienes explotaron su producción masiva y su uso generalizado para tener luz artificial. Eran alimentadas con aceite de oliva y tenían desde una a una docena de mechas. Algunas tenían asas, por lo que podían ser llevadas de una habitación a otra, y también podían ser llevadas por actores en las obras o por los participantes en actividades rituales. 
Las lucernas mostraban en relieve escenas eróticas, gladiadores, motivos mitológicos o patrones florales. Estas lámparas se hicieron muy populares, ya que se podían coleccionar y eran relativamente baratas. Estas lucernas fueron fabricadas en masa en grandes cantidades durante el imperio, usando moldes en vez de técnicas artesanales. Como resultado de esta manufactura rápida y barata, varios miles de ejemplos pueden admirarse en museos de todo el mundo.
Las lucernas son un registro material muy recurrente en las excavaciones arqueológicas debido a su abundancia en los yacimientos (sobre todo de época romana y medieval) y a la gran información que aportan al estudio arqueológico. 
Al depósito de combustible se le denomina Infundibulum. Discus a la cubierta del mismo, que solía tener forma cóncava para permitir un mejor llenado del aceite y estaba generalmente decorado. Rostrum era la extensión del Infundibulum hacia adelante para colocar la mecha o Ellychnium. Al otro lado se encontraba el asa para su transporte o Ansa.

## Tipos
Hubo varias clases de lucernas: 
- Conviciales, eran las que se ponían sobre las mesas
- Cubiculares, las que se encendían para arder toda la noche en los aposentos o dormitorios
- Meretriciae, eran las que colocaban las prostitutas en las puertas de sus casas para denotar su profesión que solo podían ejercer por la noche, según la antigua costumbre
- Sepulcrales, eran las que se encerraban en los sepulcros y se hallan en casi todos los monumentos antiguos. Dichas lámparas reputadas como perpetuas o con el fuego sagrado se han encontrado apagadas en el momento de abrirse cualquier sepulcro. Las lámparas en los sepulcros provienen de los egipcios que las dejaban quemar en honor de los difuntos.[1]

## Galería

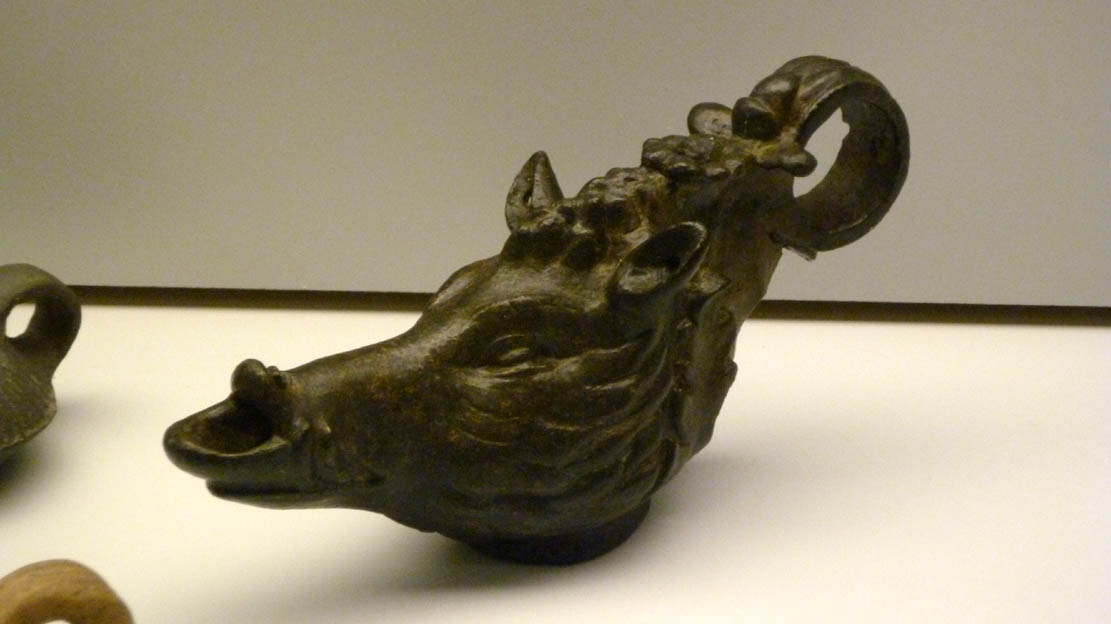
Lucerna romana encontrada en Lorca, en forma de cabeza de jabalí.
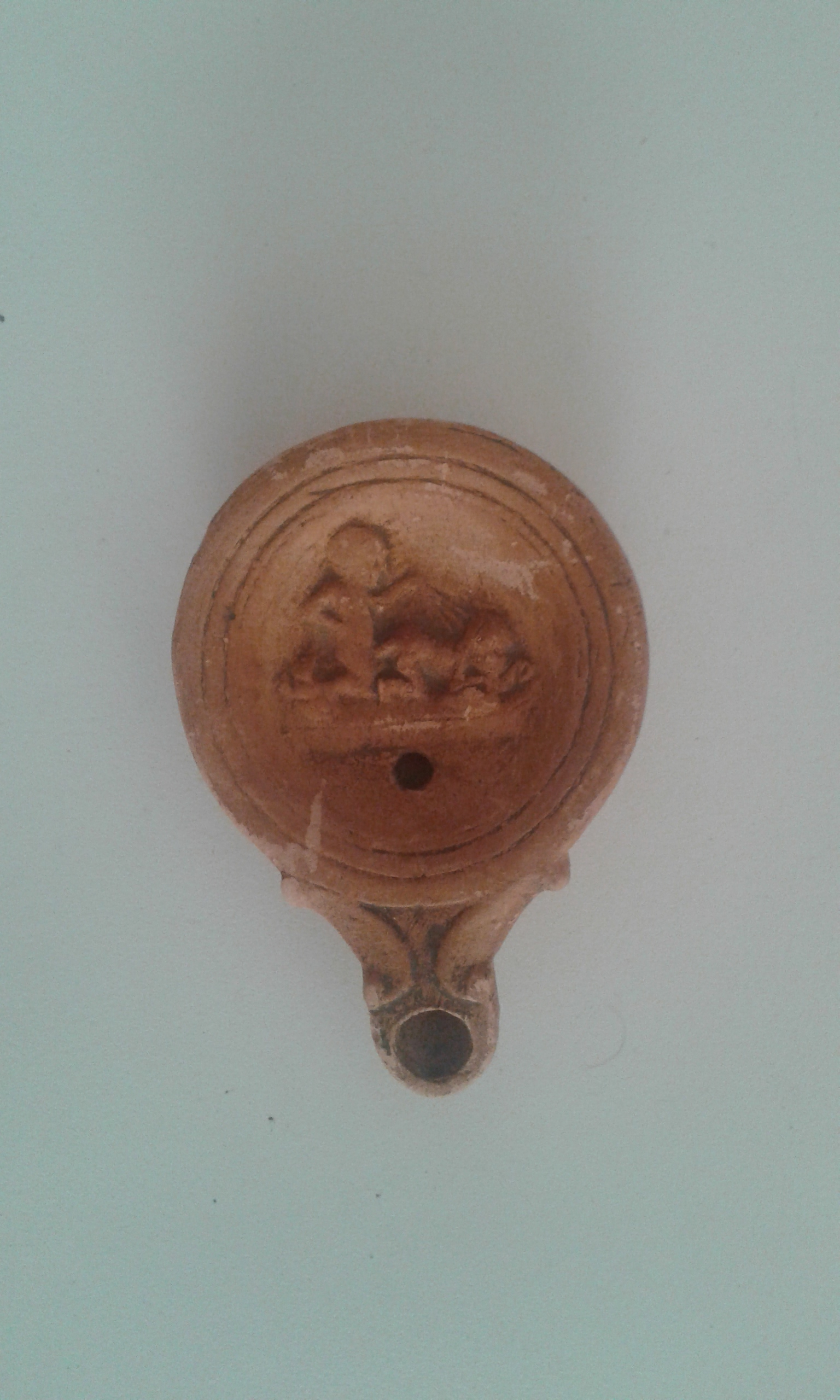
Lucerna romana decorada con escena erótica.
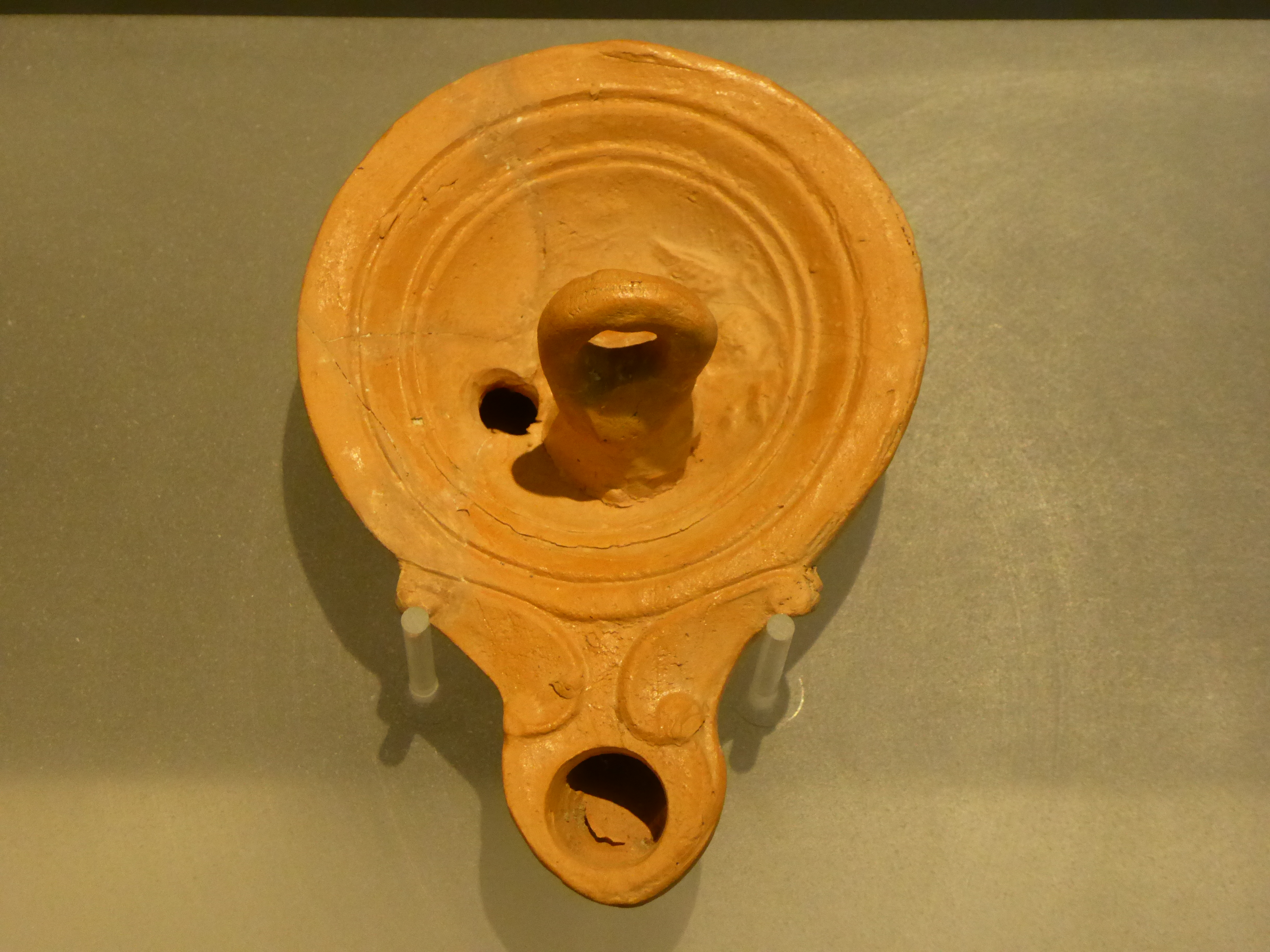
Lucerna procedente de la antigua Caesaraugusta